# Asociacionismo
El asociacionismo es el paradigma que sirve de justificación teórica a las técnicas asociativas basándose en el postulado, defendido por esta corriente psicológica, de que la asociación es el mecanismo que explica cualquier actividad del ser humano. Los defensores de las técnicas asociativas sugieren una serie de procedimientos de tipo asociativo a fin de poner en práctica un comportamiento creativo.

## Contexto
Los principales representantes del asociacionismo fueron: D. Hartley, Th. Brown, James Mill, Stuart Mill y Alexander Bain, deudores intelectuales de los empiristas John Locke y David Hume. El asociacionismo, sin embargo, ha estado en el origen del pensamiento de muchos autores antiguos, pues, en esencia, tiene como objeto tratar de explicar el todo desde sus elementos componentes, lo complejo por una asociación de lo simple, un modo de ver las cosas tan antiguo como el propio intelecto humano. ¿No son las unidades mínimas de la materia, y las relaciones que establecen, la explicación última de la vida, de la realidad física al universo? ¿No son las células las que en último término, dan realidad biológica a un ser vivo?
John Locke afirmaba, siguiendo a Aristóteles, que cada uno de nosotros nace como una tabula rasa (sin aptitudes innatas) y aprende a formar representaciones como resultado de la experiencia, y no a partir de la razón. La psicología experimental -según la denominaba David Hume (1711-1776)- tenía como objeto el estudio de la mente, considerada como un espejo de las representaciones de la naturaleza, que aspiraban a dar constantemente un sentido al mundo (asociacionismo pasivo). 
Immanuel Kant (1724-1804) se encuentra entre los que criticaron el punto de vista empirista humano; sostenía Kant que el conocimiento debe ser o bien un don de o una racionalidad evolucionada, y que la naturaleza de la mente hacía las observaciones referencias imposibles.
A pesar de estas teorías, la metodología empírica comenzada por los asociacionistas mantuvo sus posiciones, al menos en Inglaterra, y antes del final del siglo XIX se dirigieron experimentos a aspectos tales como la memoria por John Erwe y el aprendizaje animal. Esta teoría postula que toda conciencia es el resultado de la combinación, en conformidad con la ley de asociación, de determinados elementos simples y últimos derivados de la experiencia de los sentidos. Fue desarrollada por David Hartley y preconizada por James Mill.

## Leyes del asociacionismo
El asociacionismo postula la existencia de ciertas leyes de asociación que rigen todos nuestros procesos mentales, sea cual sea su complejidad:
- Ley de contigüidad: dos procesos psíquicos, simultáneos o sucesivos en el tiempo, se asocian entre sí.  
- Ley de frecuencia: las asociaciones son tanto más estables, cuanto más frecuentes sean.  
- Ley de recencia: las asociaciones son tanto más estables, cuanto más recientes sean.

## Asociacionismo en el Socialismo
En los primeros tiempos de la historia del socialismo, asociacionismo fue un término utilizado a principios del siglo XIX por seguidores de teorías utópicas de pensadores tales como Robert Owen, Claude Henri de Saint Simon, y Charles Fourier para describir sus creencias. 

## Asociacionismo en el contexto de la Educación Social
Partiendo de la base de que la transformación de la realidad se puede llevar a cabo a través de la participación social, considera que como cauce más eficiente para lograr mejorar el espacio público el asociacionismo. Este consiste en organizar y planificar las acciones reflexionadas previamente por un colectivo de personas, que se constituyen como entidad (Asociación), para mejorar la calidad de vida de las personas de su barrio y/o ciudad y/o pueblo.